# Sorbus pseudofennica
Sorbus pseudofennica är en rosväxtart som beskrevs av Edmund Frederic Warburg. Sorbus pseudofennica ingår i släktet oxlar, och familjen rosväxter. IUCN kategoriserar arten globalt som sårbar. Inga underarter finns listade i Catalogue of Life.

## Bildgalleri

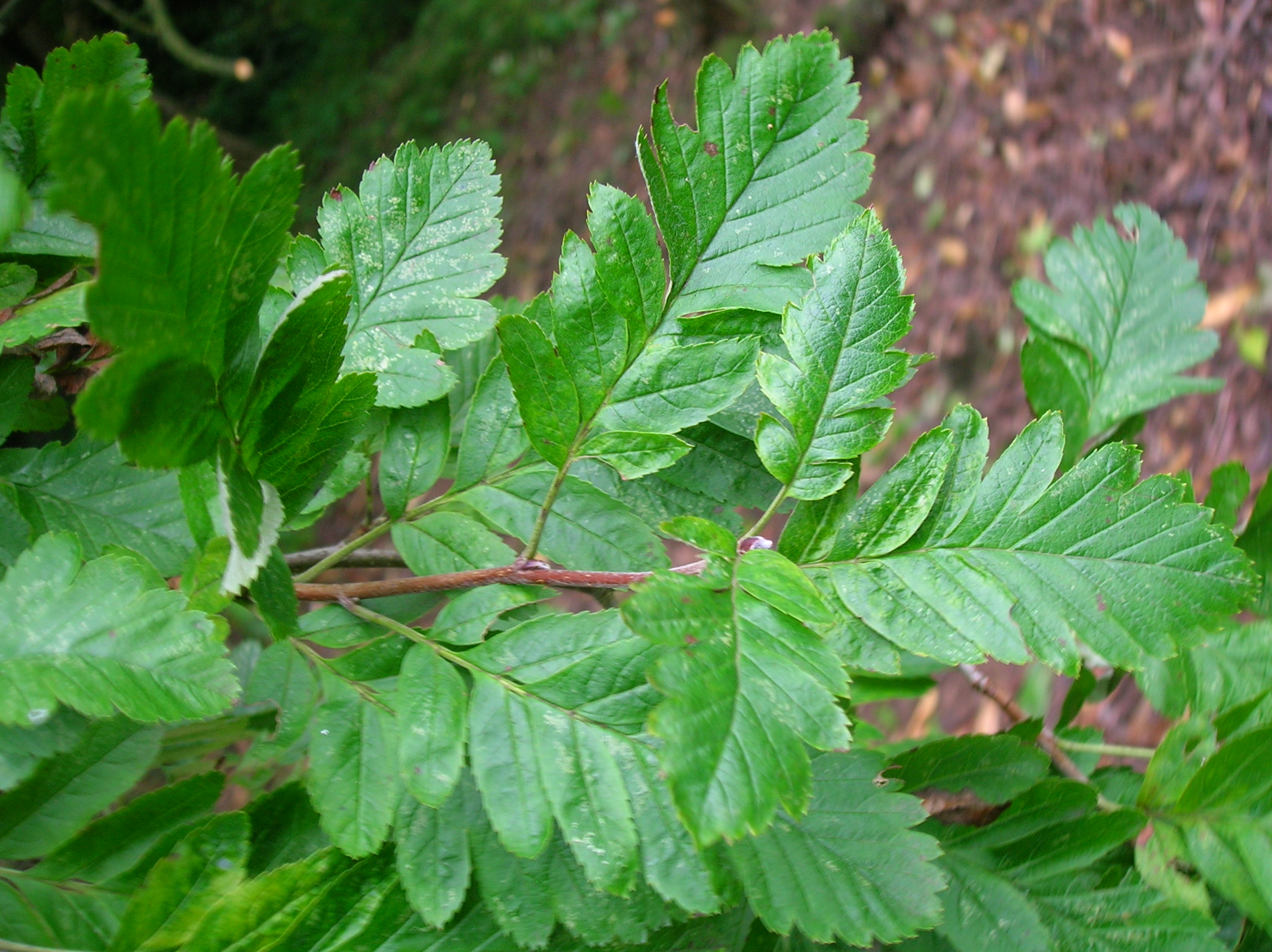